# Tarvos trigaranus
Tarvos trigaranus (el toro con tres astas) es una deidad gala representada en el pilar de los Nautas, un monumento religioso galorromano construido en Lutèce ( París ) en el I I. siglo bajo el emperador Tiberio. Esta deidad tiene la apariencia de un toro (tarvos) sobre cuyo lomo se colocan tres grullas (tri garanus). Este toro mágico», acompañado de sus tres grullas, se esconde en el bosque que tala el dios Esus.

## Toro tricornudo
Tarvos es una versión del toro tricornio, está emparentado con Esus. Es una representación del mundo celta, cuya forma más común es un toro, con la cabeza levantada, la pierna derecha en el aire, como si fuera a golpear el suelo (?), con la cola formando un lazo sobre está de vuelta. También es reconocible por su tercer cuerno frontal, uno de los más monumentales es el Avrigney-Virey (“Toro de Avrigney”). Es el símbolo de la realeza, la fuerza y es lo opuesto al jabalí. ¿Se domestica cuando se calza con bolas en las puntas de los cuernos? Un símbolo importante, está, por ejemplo, representado cuatro veces en dos escenas en el caldero de Gundestrup.

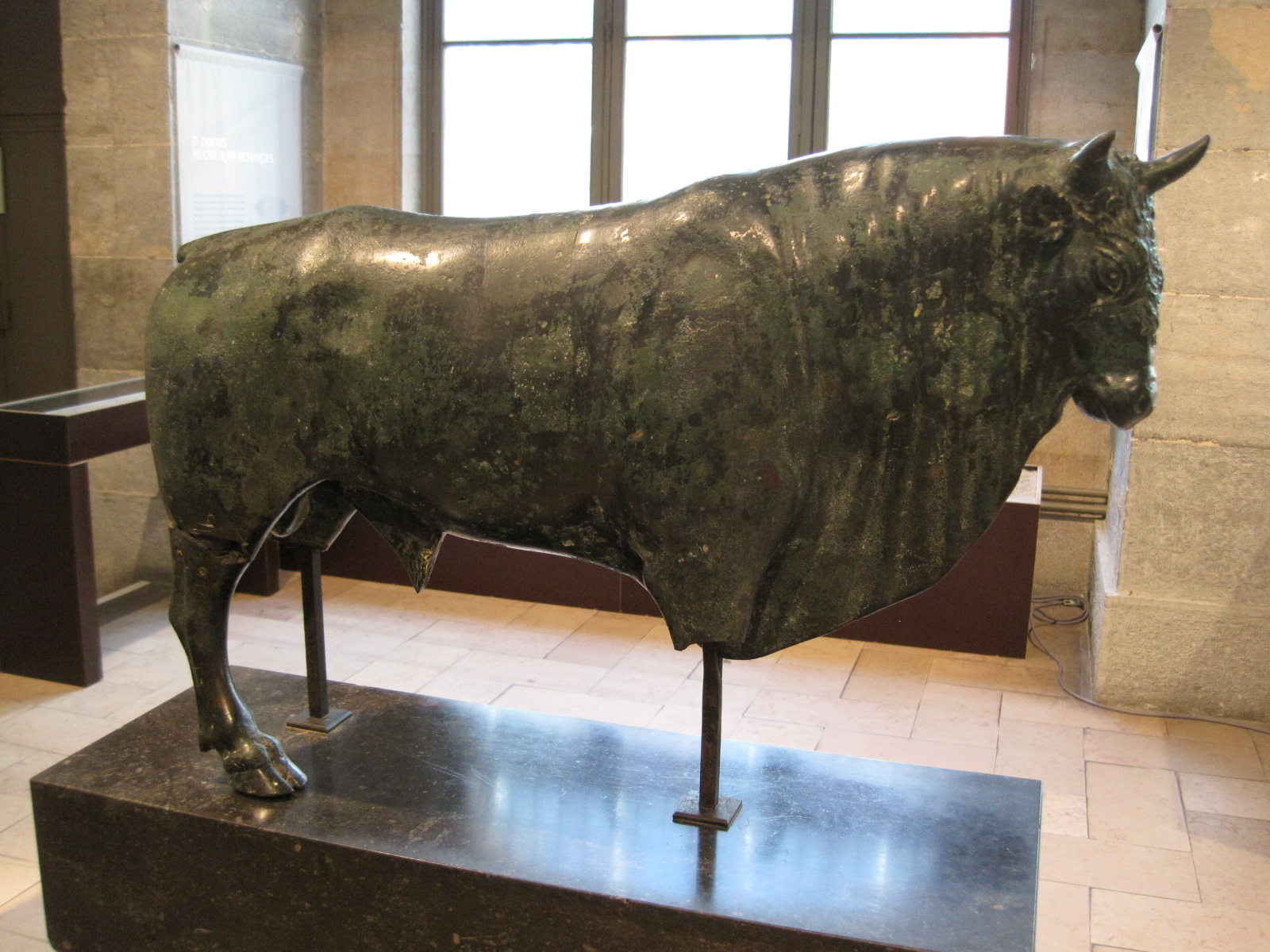
En el Museo de Besanzón.
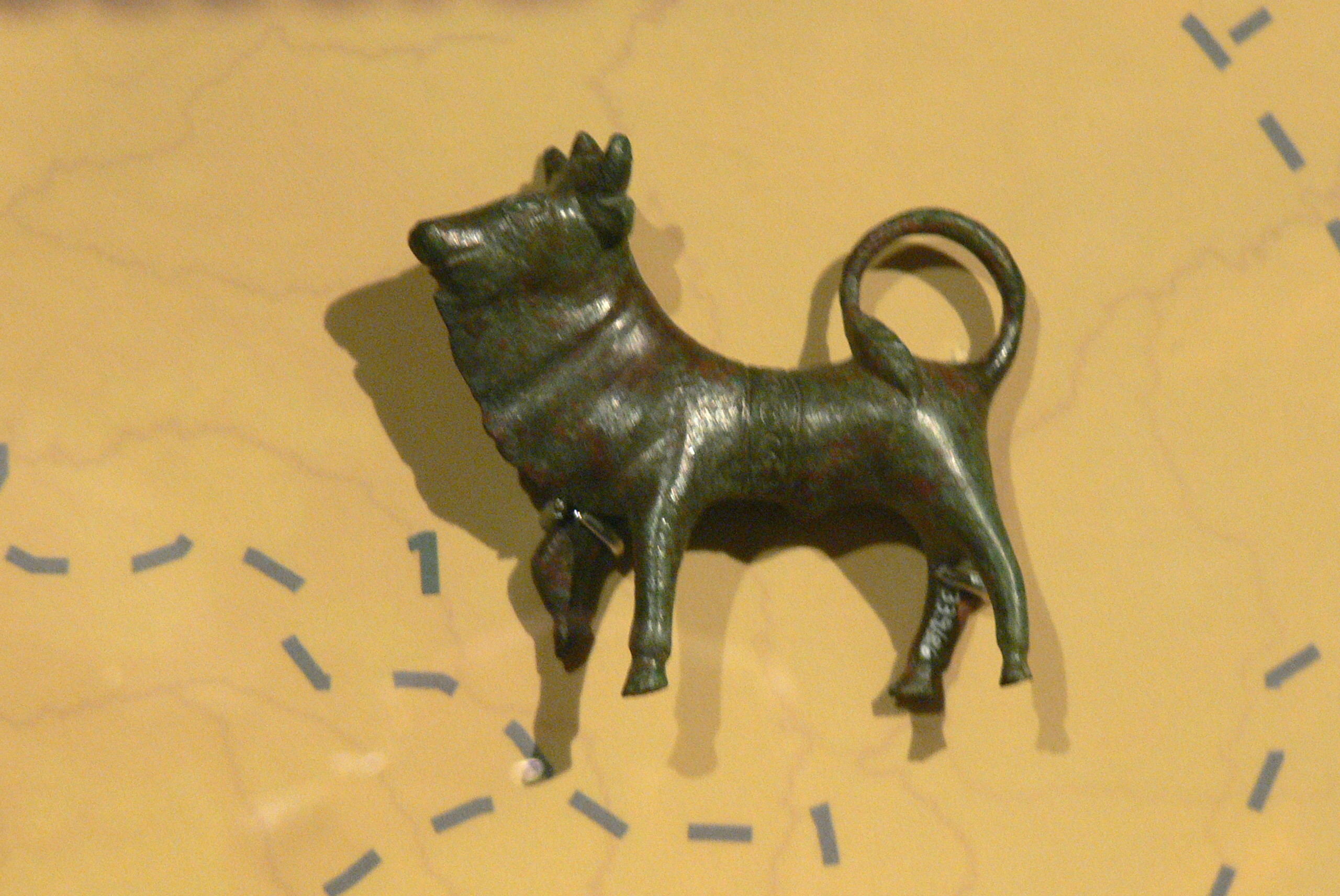
En Austria.
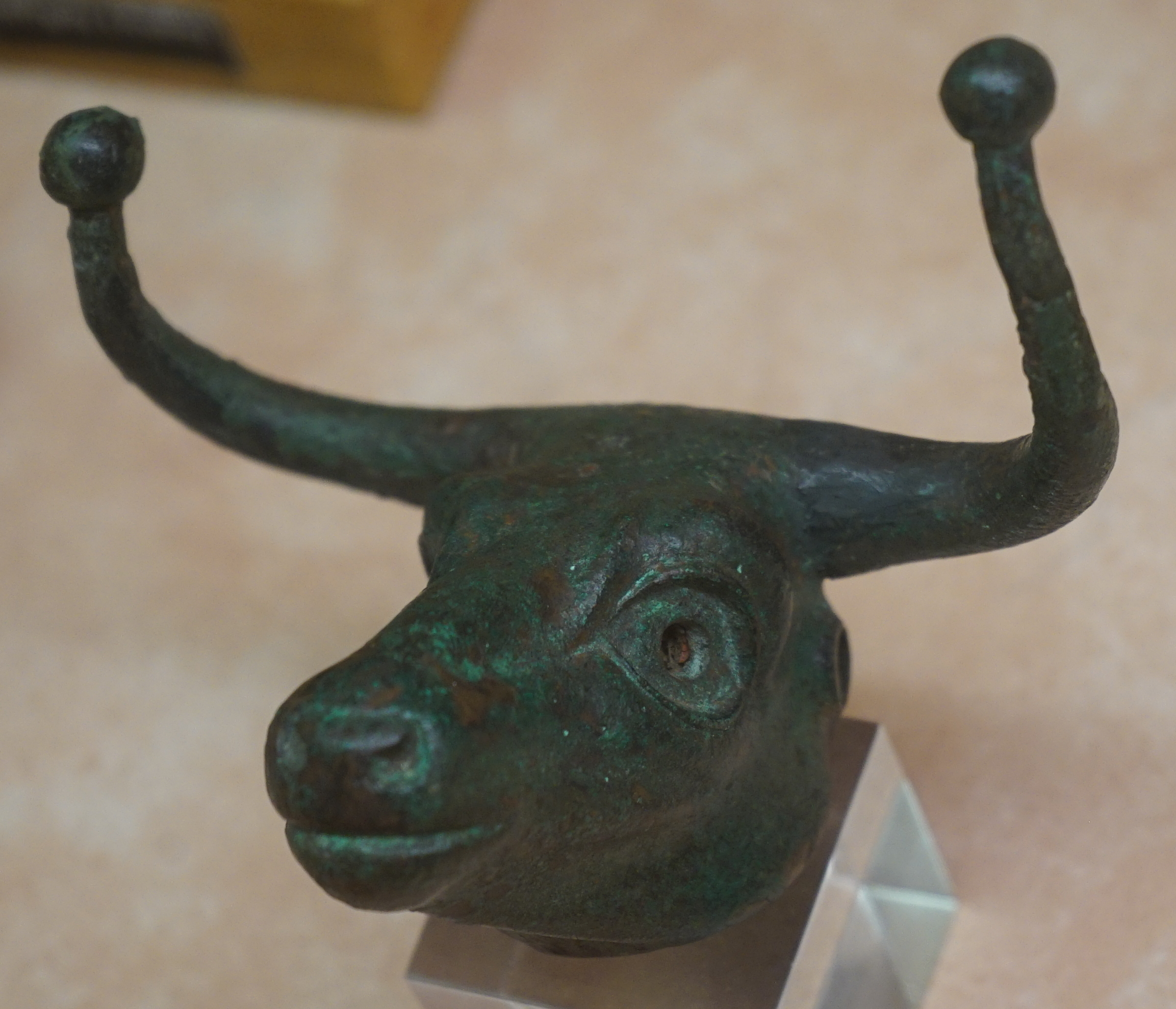
En el Museo Saint-Loup.

## Evocación moderna

### Astronomía
- Tarvos o S XXI (designación provisional S/2000 S 4 ), una de las lunas de Saturno descubierta en 2000 por el equipo de Brett J. Gladman lleva el nombre de Tarvos trigaranus.